# جیشا بوگیو
جیشا-بوگیو (به ژاپنی: 寺社奉行 Jisha-bugyō)، در دوره ادو ژاپن، «کمیسیون» یا «ناظر» شوگون‌سالاری توکوگاوا بود. این عنوان باکوفو (شوگون‌سالاری) یک مقام مسئول برای نظارت بر زیارتگاه‌ها و معابد را مشخص می‌کند.
انتصاب‌ها در این دفتر برجسته همیشه از دایمیوهای فودای، پایین‌ترین رتبه در میان دفاتر شوگونی بودند که در این حد محدود شده بودند.